# گورده
گورده (به آلمانی: Göhrde) یک شهر در آلمان است که در نیدرزاکسن واقع شده‌است.

## خصوصیات
گورده ۴۰٫۷۱ کیلومترمربع مساحت دارد ۷۷ متر بالاتر از سطح دریا واقع شده‌است.